# Mount Macelwane
Mount Macelwane ist ein Berg im westantarktischen Ellsworthland. Er ist der höchste Berg im östlichen Teil der Nash Hills.
Seine Position ermittelten am 10. Dezember 1959 Teilnehmer einer US-amerikanischen Mannschaft zur Erkundung des Ellsworthlands. Namensgeber ist James B. Macelwane (1883–1956), erster Vorsitzender des von der National Academy of Sciences eingerichteten technischen Ausschusses für Seismologie und Gravitation im nationalen Komitee der USA zum Internationalen Geophysikalischen Jahr (1957–1958).